# Voies piétonnières de la Cité de Londres
 (septembre 2020).

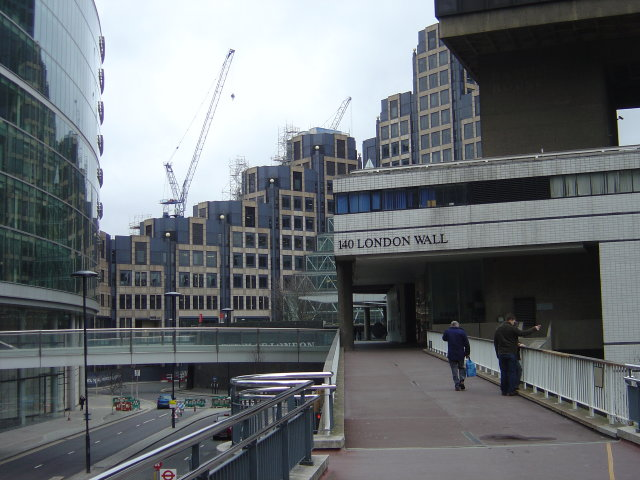
Voies piétonnières, 140 London Wall.

Les voies piétonnières de la City (anglais : City of London pedways) sont un réseau de passerelles et de coursives piétonnes en hauteur desservant la Cité de Londres. 
Les pedways ont été aménagés par les urbanistes à partir des années 1960 dans le but de séparer les piétons de la circulation automobile, en application de la charte d'Athènes. Le projet a cependant été un échec, les pedways étant réalisés sans cohérence au gré des opérations urbaines. Devenus insalubres et mal fréquentées, certaines passerelles ont été démolies par la suite.